# Бэкон, Энн
Энн Бэкон (урождённая Кук (англ. Anne Bacon (Cooke); 1528[…], Эссекс — 1610[…], Сент-Олбанс, Хартфордшир) — английская леди и учёный. Она внесла значительный вклад в английскую религиозную литературу, переведя с латыни «Апологию англиканской церкви» Епископа Солсберийского Джона Джуэла (1564). Энн — мать философа и политика Фрэнсиса Бэкона.

## Биография

### Ранний период жизни
Анна или Энн — английский переводчик и леди британского двора. Хотя точная дата рождения Анны неизвестна, предполагается, что она родилась примерно в 1528 году в Эссексе, Англия. Энн была одной из пяти дочерей Энтони Кука, воспитателя Эдварда — единственного сына Генриха VIII. Будучи педагогом, Энтони постарался, чтобы все его четыре сына и пять дочерей получили гуманитарное образование с углубленным изучением языков и классики. Успехи не только Энн, но и других дочерей Энтони очевидно показывают основательность образования, данного им отцом. Энн обучалась латыни, итальянскому, французскому, греческому и, возможно, даже ивриту. Её сестра, леди Элизабет Хоби, также обучалась языкам и известна переводами и другими текстами. Её сестра Милдред (англ. Mildred Cooke, Lady Burghley; 1526–1589)), супруга сэра Уильяма Сесила, могла общаться на древнегреческом языке так же легко, как и на английском, и переводила с него. Сестра Елизавета, леди Расселл, перевела с французского языка трактат «Путь примирения, затрагивающий истинную природу и сущность тела и крови Христовых во время евхаристии», а сестра Катерина (четвертая дочь Энтони), известна своими переводами с латинского, древнегреческого и древнееврейского языков.
Проповедник и историк Томас Фуллер отметил, что дочери Энтони Кука «были, к чести их пола, гораздо более учеными, чем представители нашего пола к нашему стыду», а современник Уолтер Хаддон, побывав у Кука в Гиди-холле (англ. Gidea Hall), писал: «скорее то был маленький университет, и пока я в нем находился, мне казалось, что я живу на Тускуланской вилле, с тою, однако, разницей, что в этом Тускулуме царствовали женщины».
Социальный статус семьи Куков был высоким, отчасти потому, что отец так тесно взаимодействовал с королевской семьей Тюдор, что в результате стал крупным землевладельцем. Воспитание сёстры Кук получили вместе с королевскими детьми и потом уже, будучи взрослыми и замужними, оставались с ними связаны эмоционально. У них была какая-то связь со Стратфордом, хотя какая именно, остаётся невыясненным.

### Взрослая жизнь
Будучи глубоко религиозной женщиной, свои основные работы Анна посвятила религии. Религиозность Анны видна из писем, которые она написала своим сыновьям, Энтони и Фрэнсису. Блестящее образование позволило ей написать много писем священнослужителям и обсуждать с ними богословие, однако письма к её сыновьям больше касаются их благополучия как духовного, так и телесного. В двадцать два года она перевела и опубликовала работу Бернардино Окино «Итальянские проповеди». Ее перевод с латыни на английский работы епископа Джона Джуэла «Апология англиканской церкви» в 1564 году явился значительным шагом в интеллектуальном обосновании протестантизма в Англии. В работе разъяснялись различия между англиканством и римским католицизмом, и она имела решающее значение для поддержки религиозной политики Елизаветы I.
В феврале 1553 года Энн Кук вышла замуж за сэра Николаса Бэкона, Хранителя Великой Печати королевы Елизаветы, и родила двух сыновей, Энтони и Фрэнсиса, позднее ставшего философом и пионером научной революции. Некоторое время Анна Бэкон была ведущей фрейлиной королевы Елизаветы. Ее религиозные взгляды оставались строго пуританскими, и она призвала к искоренению всего папизма в англиканской церкви.
Анна написала много писем, пронизанных пылкой страстью к протестантизму. Многие из её более поздних писем адресованы её сыновьям, Энтони и Фрэнсису. Говорят, что её письма к сыновьям выражают «ревность, с которой она относилась к своей власти над ними еще долгое время после того, как они достигли зрелости», и забота об их духовном благополучии. В письмах она также требует, чтобы они следовали её пожеланиям, презирала их, когда они игнорировали её пожелания, и ожидала, что сыновья довольно подробно будут держать её в курсе своей повседневной жизни. Хотя эти требования, которые она выдвигает, верны, источники соглашаются, что её главной заботой было их духовное благополучие и их религиозная жизнь. Как-то раз она дала и медицинский совет, рекомендуя применять пиявки при подагре.
В книге Джеймса Спеддинга «Письма и жизнь Фрэнсиса Бэкона» приведено письмо Анны к Фрэнсису. В нём Анна умно и изящно рассказывает о своих взглядах на происходящее в церкви и правительстве. И хотя письмо довольно формально и написано высокопарным языком, в нём проступают её эмоции и любовь к религии и сыну. Она хочет, чтобы он был хорошим человеком. Другие из этих писем были адресованы священнослужителям, в том числе епископу Гудману. В своих письмах Анна цитировала классических греческих и латинских авторов. Спустя долгое время после её смерти епископ Гудман назвал Анну «немногим лучше безумца в её возрасте», и поэтому, вероятно, она жила несколько в стороне от всеобщего внимания до своей смерти в 1610 году. Об этом периоде жизни Анны известно немного. Её поздние годы во-многом являются загадкой, поскольку в то время она написала мало писем и участвовала в немногих событиях при дворе.
Точная дата её ухода из жизни неизвестна, хотя ясно, что это случилось незадолго до 27 августа 1610 года, когда её сын Фрэнсис в письме пригласил друга своей матери сэра Майкла Хикса на её похороны. Она умерла в возрасте около 82 лет и была похоронена в церкви Святого Михаила в Сент-Олбанс. Сэр Фрэнсис Бэкон по его просьбе тоже похоронен там, рядом со своей матерью.

## Работы
- Проповеди Барнардино Окино (под номером 25) о предопределении и избрании Бога: очень полезны для распространения Его славы среди Его созданий. (англ. Sermons of Barnardine Ochyne, (to the number of 25) concerning the predestination and election of God: very expedient to the setting forth of His glory among His creatures.)
- Джон Джуэл: Апология или ответ в защиту Англиканской церкви с кратким и убедительным изложением истинной религии, исповедуемой и используемой в ней. (англ. John Jewel: An apologie or answere in defence of the Churche of Englande, with a briefe and plaine declaration of the true religion professed and used in the same.)